# DEN 1048-3956
DEN 1048-3956 — звезда (красный карлик или массивный коричневый карлик) в созвездии Насоса. Находится в 13 св. годах от Солнца.

## История открытия
DEN 1048-3956 (DEN 1048-39) был обнаружен в 2000 году Ксавье Делфоссом (Xavier Delfosse) из Института астрофизики на Канарских островах (Instituto de Astrofísica de Canarias) и Тьерри Форвиллем (Thierry Forveille) (Телескоп Канада-Франция-Гавайи), с помощью девяти других астрономов, во время проекта по инфракрасному обзору неба (Deep Near-Infrared Survey), с использованием телескопа Европейской южной обсерватории (European Southern Observatory). Необычный спектр этого объекта был подтверждён в 2001 году Эдуардом Л. Мартином (Eduardo L. Martin), использовавшим 10-метровый телескоп Keck I.

## Характеристики
Светимость объекта — 0,00000153 солнечной. Спектральный класс — M9V или L0. Масса звезды составляет 0,06—0,08 массы Солнца. DEN 1048-3956 в списке ближайших к Солнцу звёзд находится на 28-м месте — предварительно определённое расстояние до звезды составляет ~13,16 световых лет при параллаксе 247,71±1,55 mas. Параллакс от 2005 года — 248,6±1,2 mas. Новое значение параллакса — 246,36±0,60 mas (2016). Температура поверхности составляет около 2000—2200 К. Звёздная величина звезды — 17,39m.

## Переменная
В 2005 году радиоастрономы зафиксировали у этого объекта мощную вспышку.

## Ближайшее окружение звезды
Следующие звёздные системы находятся на расстоянии в пределах 10 световых лет от DEN 1048-3956:
| Звезда    | Спектральный класс | Расстояние, св. лет |
| GJ 3618   | M V                | ~5                  |
| GJ 440    | Белый карлик       | ~7                  |
| GJ 3622   | M6,5 V             | ~7                  |
| HIP 54298 | F5 V               | ~9                  |
| Росс 128  | M4,1-5 V           | ~9                  |
| Вольф 359 | M5,8 V             | ~10                 |